# Africodytes
Africodytes là một chi bọ cánh cứng trong họ Dytiscidae.
Chi này được Biström miêu tả khoa học năm 1988.

## Các loài
Các loài trong chi này gồm:
- Africodytes kongouensis Bilardo & Rocchi, 1999
- Africodytes maximus Biström, 1995
- Africodytes rubromaculatus Biström, 1988
- Africodytes silvestris (Bilardo & Pederzani, 1978)